# 쇼킹 70억
《쇼킹 70억》는 JTBC의 프로그램이다. 각기 다른 역사와 자연환경의 토대 위에서 뿌리 내린 70억 인구의 놀랍고 이색적인 삶의 현장을 생생하게 취재하는 프로그램이다.

## 방송 시간
- 2012년 11월 6일 ~ 2013년 7월 5일 : 매주 목요일 저녁 7시 10분